# Austromarxisme
L'Austromarxisme (en alemany: Austromarxismus) és un terme empleat a partir de 1914 per anomenar a una generació de teòrics marxistes austríacs, els escrits dels quals van aparèixer en la col·lecció Marx Studien i la revista Blätter zur Theorie und Politik des wissenschaftlichen Sozialismus. Lluny de ser un moviment homogeni, van formar part d'ell diferents polítics i pensadors, com el neokantià Max Adler, el nacionalista Otto Bauer i el més ortodox Rudolf Hilferding.
En qualsevol cas, els austromarxistes eren partidaris de desenvolupar una teoria política que se situés entre la socialdemocràcia i el leninisme, respectant les diverses maneres d'arribar al poder (mitjançant la reforma o amb la revolució) en funció de les circumstàncies. Amb aquest esperit van crear la Unió de Partits Socialistes per l'Acció Internacional, encara que els partits d'aquesta Internacional posteriorment passarien a formar part de la Internacional Obrera i Socialista.
Adler es va interessar en la construcció d'una ètica política, la qual cosa els va fer tornar els ulls a Kant. La consideració kantiana de l'home com una fi en si mateix entroncava, des del seu punt de vista, amb l'aposta marxista per la societat comunista.
Per la seva banda, Otto Bauer va intentar combinar el socialisme amb el nacionalisme, intent que es va materialitzar en el seu assaig: La qüestió de les nacionalitats i la socialdemocracia.